# Roskilde
Die dänische Stadt Roskilde [ˈʁʌskilə] anhörenⓘ liegt auf der Ostseeinsel Sjælland (Seeland) etwa 30 km westlich von Kopenhagen und ist seit der Verwaltungsreform von 2007 eine Stadt in der Region Sjælland (Region Seeland). Der Name soll sich von „Roars Kilde“ = „Roars Quelle“ herleiten. König Roar ist eine Sagengestalt. Roskilde war von 991 bis zur Reformation 1536 Bischofssitz. Der Dom ist bis heute die Grablege der Könige. Die Stadt spielte daher in der Geschichte Dänemarks eine wichtige Rolle. International bekannt ist die Stadt vor allem durch das jährlich stattfindende Roskilde-Musikfestival.

## Geographie
Der Stadtkern zieht sich an einem Hang zwischen dem Roskildefjord und der Bahnstrecke København–Fredericia hin. Das Zentrum liegt zwischen dem Bahnhof und dem Dom. Die wichtigste Einkaufsstraße ist die Fußgängerzone, die aus dem Straßenzug Algade-Stændertorv-Skomagergade besteht. Der Dom liegt in der Nähe des Stændertorv, des zentralen Marktplatzes („Ständemarktes“) mit Wochenmarkt am Mittwoch und Sonnabend.

## Geschichte
Die tief im Landesinneren der Insel Seeland gelegene Stadt besitzt durch den Roskilde-Fjord zugleich einen Seezugang zum Kattegat und damit zur Nordsee. Bereits in prähistorischer Zeit und unter den Wikingern wurde der nahegelegene Hafen Gammel Lejre genutzt, als dessen Nachfolger Roskilde im 10. Jahrhundert gegründet wurde. Nach Adam von Bremen hieß es Roschald.

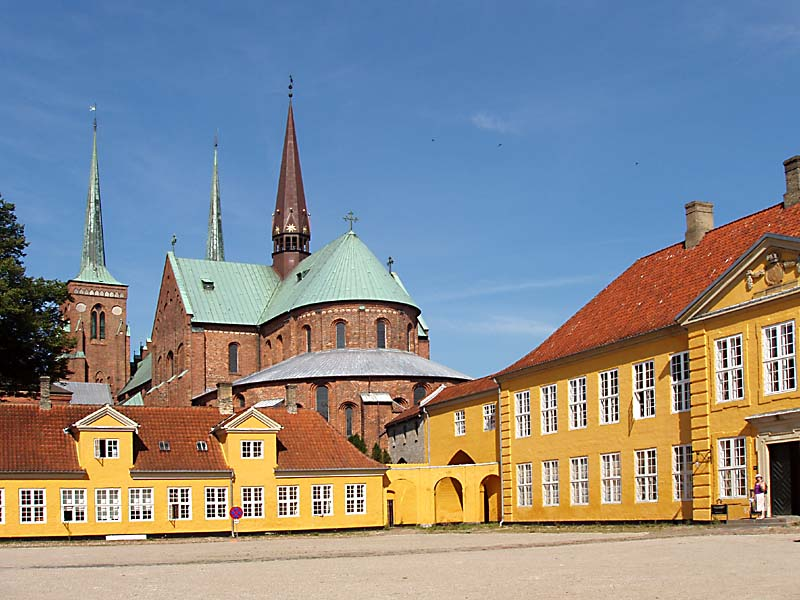
Dom zu Roskilde und Bischofspalais

Der Ort gewann an Bedeutung, als Harald Blauzahn († 985/987) auf dem Hügel von Roskilde eine Königspfalz errichtete, auf deren Ostseite im Jahr 985 eine Pfalzkapelle geweiht wurde, in welcher er bestattet wurde, der spätere Dom zu Roskilde. Das Bistum Roskilde wurde 991 als Suffraganbistum des Erzbistums Hamburg-Bremen gegründet. Der erste historisch fassbare Bischof war der Engländer Gerbrand, den König Knut der Große (in Personalunion König von England) 1022 durch den Erzbischof von Canterbury weihen ließ. Die Königspfalz wurde als Bischofsresidenz gestiftet. Der Erzählung von Saxo Grammaticus zufolge erweiterte Sven Gabelbart die Stadt erheblich. Auch der von 1189 bis 1280 errichtete heutige Dom im Stil der Backsteingotik und die großen Landschenkungen der Könige trugen zum Aufstieg der Stadt bei.
Bischof Absalon erhielt etwa 1160 als königliches Lehen die kleine Hafensiedlung Havn am Øresund, die er zum Handelshafen ausbaute und die den Namen Køpmannæhafn („Kaufmännerhafen“) erhielt, das heutige Kopenhagen. Um 1167 ließ er auf der dortigen Schlossinsel eine Burg errichten, die spätere Christiansborg, welche die Bischöfe in der Folge häufig nutzten. Sie gelangte unter Waldemar dem Großen in den Besitz der dänischen Krone. Zur Zeit des mittelalterlichen Reisekönigtums diente der Bischofssitz Roskilde auch zu regelmäßigen Aufenthalten des königlichen Hofes, neben der genannten Kopenhagener Burg (die nach der Eroberung durch die Hanse 1368 geschleift wurde), Søborg Slot, Burg Vordingborg, Kalundborg, Slagelse und Schloss Nyborg auf Fünen, dem Ort der Zusammenkünfte des dänischen Reichsrates. Roskilde hatte damit auch gewisse Hauptstadtfunktionen.
Im 12. und 13. Jahrhundert erlebte Roskilde seine Glanzzeit und war damals, vielleicht nach Schleswig und Ribe, die bedeutendste Stadt Dänemarks. Zu Beginn des 12. Jahrhunderts errichtete Harald Kesja, ein Halbbruder des Abodritenherzogs von Schleswig Knud Lavard, nördlich von Roskilde am Fjordufer vor dem Hafen die Burg Haraldsborg, von der nur schwache Spuren erhalten sind. Diese Burg wurde wahrscheinlich bald zerstört, als Erik Emune dort 1133 seinen Bruder Harald Kesja angriff und sie niederbrannte. Später wurde sie jedoch als Sitz der Könige für ihre Aufenthalte in Roskilde wieder aufgebaut, allerdings wahrscheinlich erst zu Beginn des 15. Jahrhunderts, unter dem Namen Harritsborg, wurde aber endgültig 1534 in der „Grafenfehde“ zerstört. Erst Mitte des 12. Jahrhunderts wurde die Stadt selbst von König Sven III. Grathe mit Stadtmauer und Toren befestigt, mit dem heutigen Rathausplatz im Zentrum der Stadt. Die Stadt war einer der Schauplätze des Bürgerkriegs zwischen Sven und seinen Gegenkönigen und Hafen einer Freibeuterkompanie („Roskildebrødrene“) gegen die wendischen Piraten.
Aus der Blütezeit der Stadt stammen die zahlreichen Kirchen und Klöster, die in alten Dokumenten und historischen Schriften genannt, aber später verschwunden sind. Im Mittelalter gab es neben der Kathedrale noch 12 Pfarrkirchen und fünf Klöster sowie drei Spitäler, darunter das 1211 erwähnte Heiliggeistspital. 1395 bestätigte Margarethe I. der Stadt die von ihrem Vater Waldemar IV. Atterdag gewährte Zollfreiheit innerhalb der Grenzen des Königreichs mit Ausnahme der schonischen Märkte. Durch die Pest in den Jahren 1350 und 1484 sowie durch die Stadtbrände von 1234, 1282 und 1443 (die jeweils auch die Kathedrale betrafen), erfuhr die Stadt einen relativen Niedergang. Seit 1443 ist Kopenhagen die offizielle Hauptstadt des Königreiches. Doch Bischof Peder Jensen Lodehat ließ 1413 das Grab von Königin Margarethe I. aus dem Kloster Sorø in den Dom zu Roskilde verlegen und seit 1559 werden alle dänischen Monarchen hier bestattet.
Bis zur Einführung der Reformation im Jahr 1536 blieb Roskilde Sitz der Bischöfe von Roskilde (siehe auch: Liste der Bischöfe von Roskilde). 1658 wurde hier der Frieden von Roskilde vereinbart.
In Nachfolge mittelalterlicher Kirchenkollegien wurde 1972 die Universität Roskilde gegründet.
| Jahr      | 1980   | 1985   | 1990   | 1995   | 1999   | 2000   | 2003   | 2005   | 2007   | 2008   | 2009   | 2010   |
| --------- | ------ | ------ | ------ | ------ | ------ | ------ | ------ | ------ | ------ | ------ | ------ | ------ |
| Einwohner | 48.746 | 48.756 | 49.081 | 50.989 | 52.202 | 52.572 | 53.472 | 54.372 | 81.017 | 80.687 | 81.285 | 81.947 |

Seit 2007 ist die „alte“ Roskilde Kommune mit den Gemeinden Gundsø Kommune und Ramsø Kommune zur „neuen“ Roskilde Kommune zusammengefasst worden. Die neue Gemeinde hat 91.623 Einwohner mit einer Fläche von 212 km² (Stand: 1. Januar 2025). Sie ist Teil der Region Sjælland.

## Städtepartnerschaften
Siehe auch: Gemeindepartnerschaften von Roskilde

## Kultur und Sehenswürdigkeiten

### Bauwerke

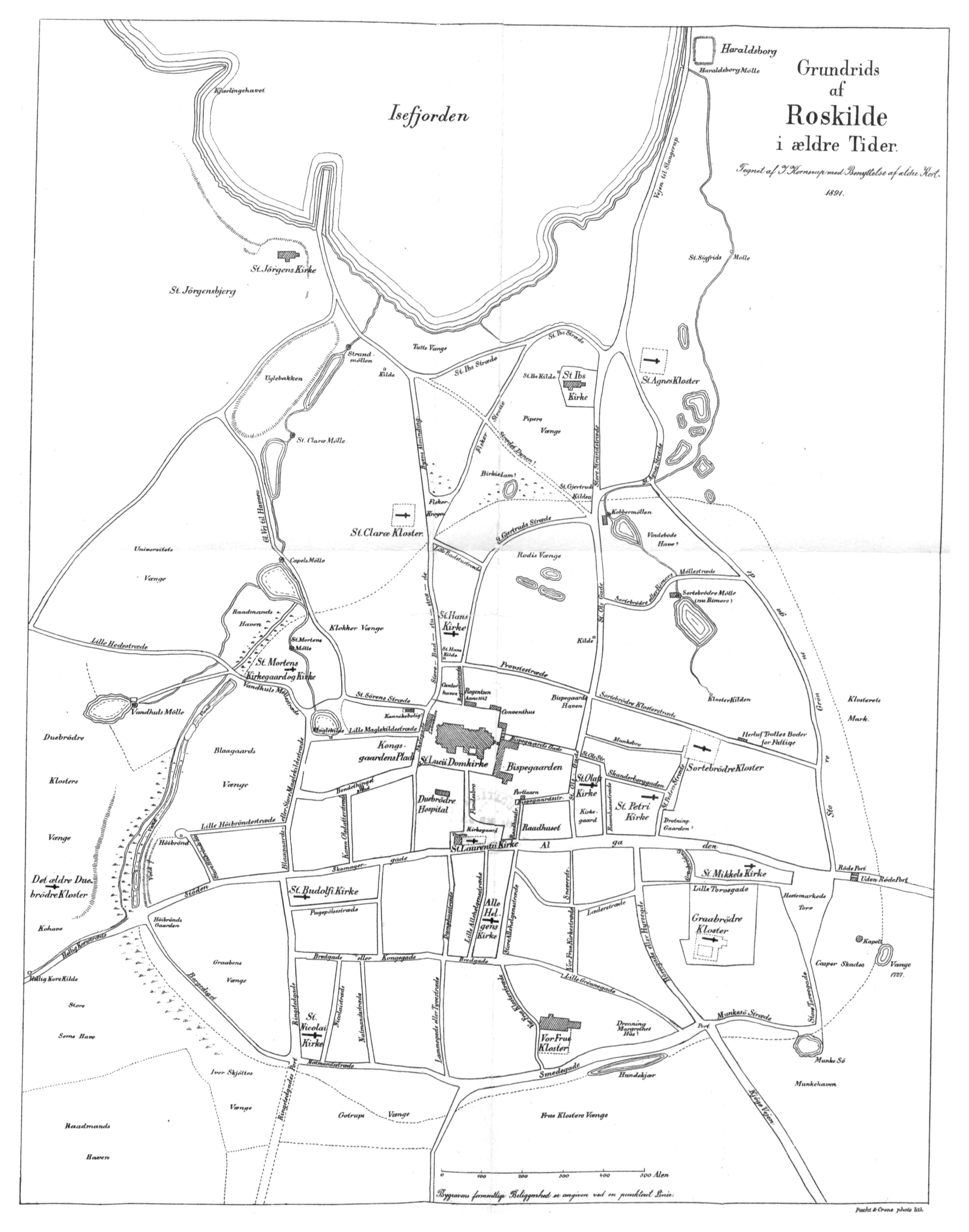
Übersichtsplan zur Topographie der mittelalterlichen Stadt Roskilde

Der Dom zu Roskilde wurde 1995 von der UNESCO zum Weltkulturerbe erklärt. 1170 im romanischen Stil begonnen und seit 1200 im gotischen Stil umgebaut, ist er der letzte Ruheort von 20 dänischen Königen und 17 Königinnen. Aus diesem Grund wurden dem Gebäude auch mehrere königliche Mausoleen zugefügt, die im Laufe der Zeit die Gestalt des Gebäudes veränderten. Die beiden Westtürme stammen aus dem 14. Jahrhundert. Zu den kostbarsten Stücken der reichhaltigen Innenausstattung gehören das vergoldete Antwerpener Retabel (um 1550–1560) und das kunstvoll geschnitzte Chorgestühl (1420).
Das Palais neben der Kathedrale ist seit 1923 wieder Bischofssitz.
Der 1847 gebaute Bahnhof hat Anklänge an die Galleria Borghese in Rom.
Direkt an der Autobahn nach Kopenhagen liegt die 2014 fertiggestellte 97 Meter hohe Müllverbrennungsanlage, die vom niederländischen Architekten Erick van Egeraat geplant wurde. Das monumentale Bauwerk aus perforierten braunen Aluminiumplatten nimmt Bezug auf die Silhouette der Stadt Roskilde und wird in der Dunkelheit farbig illuminiert.

### Sport
Im Jahr 2022 startete die 2. Etappe der 109. Austragung der Tour de France in Roskilde. Die Strecke führte anschließend über 202,2 Kilometer in die dänische Stadt Nyborg.

### Archäologie
Im Schlick des teilweise nur einen Meter tiefen Fjords von Roskilde befindet sich der bedeutendste Schiffsfriedhof von Skuldelev, wo die Überreste zahlreicher Drachenboote (Langschiffe) aus der Wikingerzeit zu Tage kamen: 1962 fünf Wikingerschiffe, 1996, als längst das Wikingerschiffsmuseum Roskilde eingerichtet war und ausgebaut wurde, kamen neun weitere Schiffe zutage. Eines davon ist 36 m lang und damit der längste Drachenbootfund überhaupt. Im Wikingerschiffsmuseum Roskilde werden die Funde konserviert und teilweise ausgestellt. Wissenschaftler und Handwerker erforschen und erproben die alten Herstellungstechniken und fertigen danach auf der Basis computergestützt erstellter 3D-Modelle seetüchtige Rekonstruktionen der Schiffe an, z. B. einen Nachbau der Skuldelev 2, einem 28 m langen, 1962 gefundenen Schiff. Der Nachbau wurde 2004 vollendet und stach als Havhingsten fra Glendalough in See.
Südwestlich des Ortes liegt das Ganggrab bei Øm, eines der besterhaltenen in Dänemark.

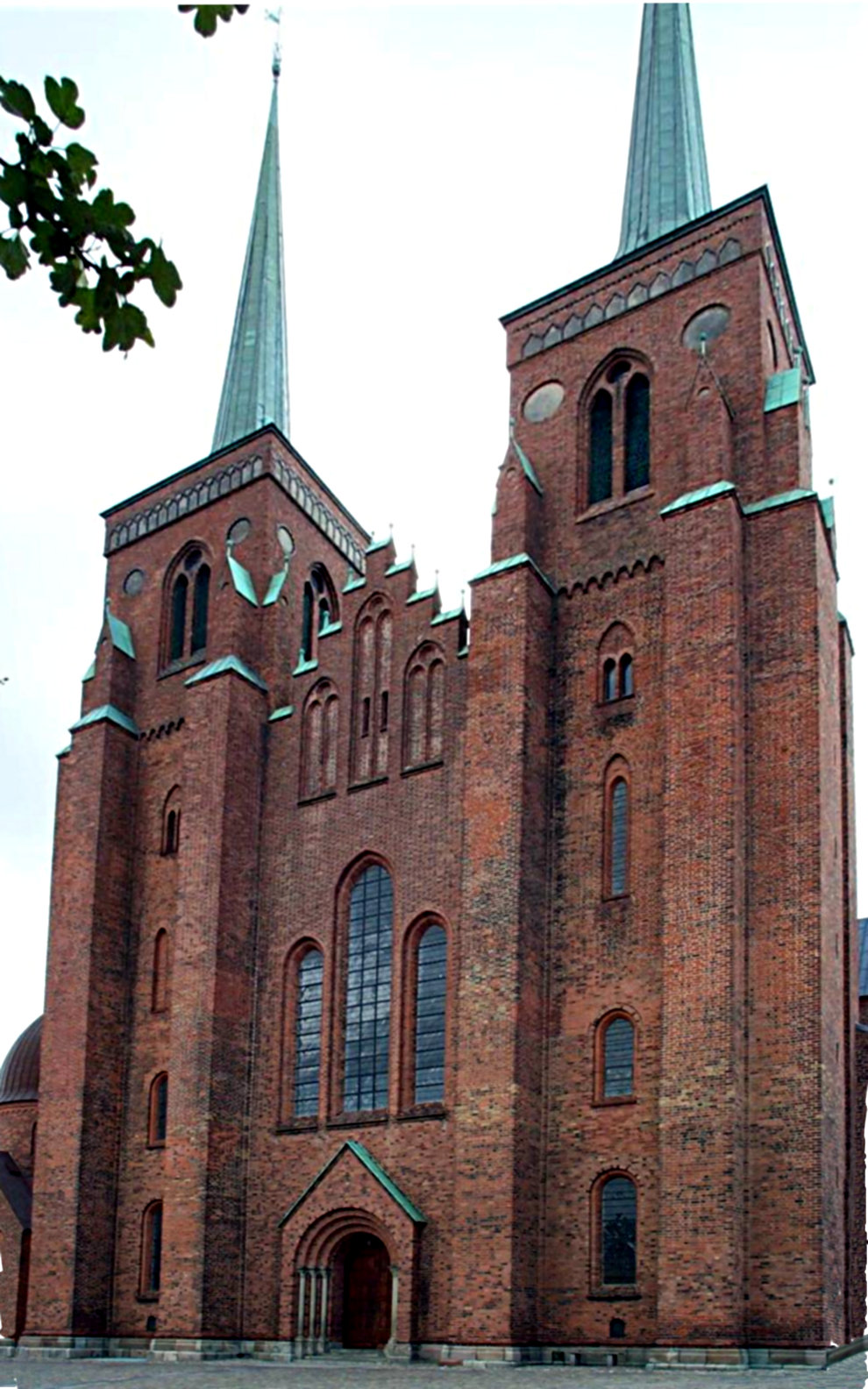
Kathedrale von Roskilde
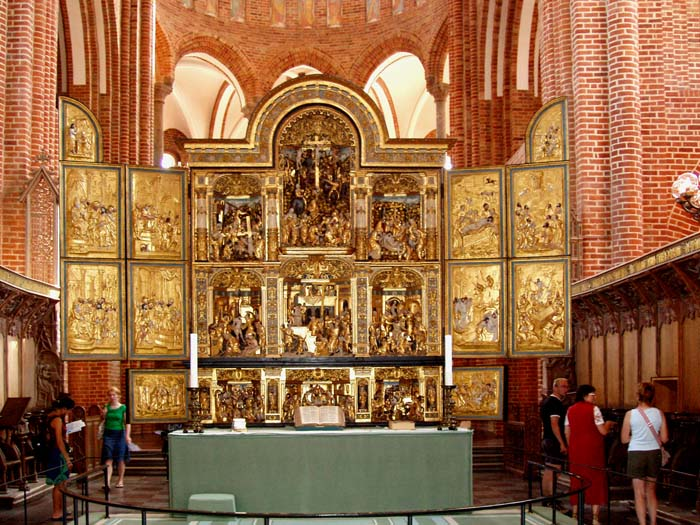
Spätes Antwerpener Retabel im Dom
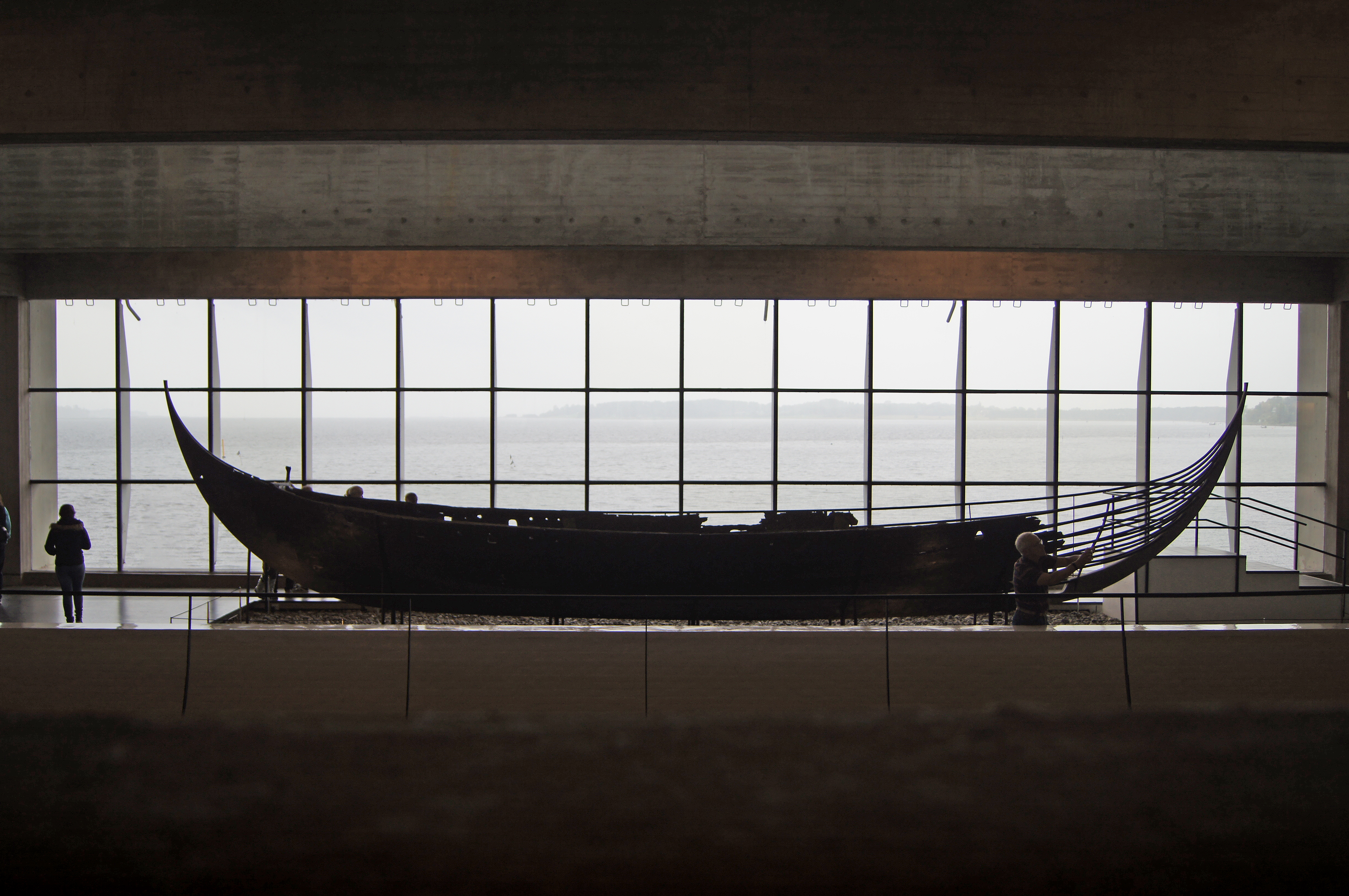
Ausstellung geborgener Wikingerschiffe in den Wikingerschiffshallen
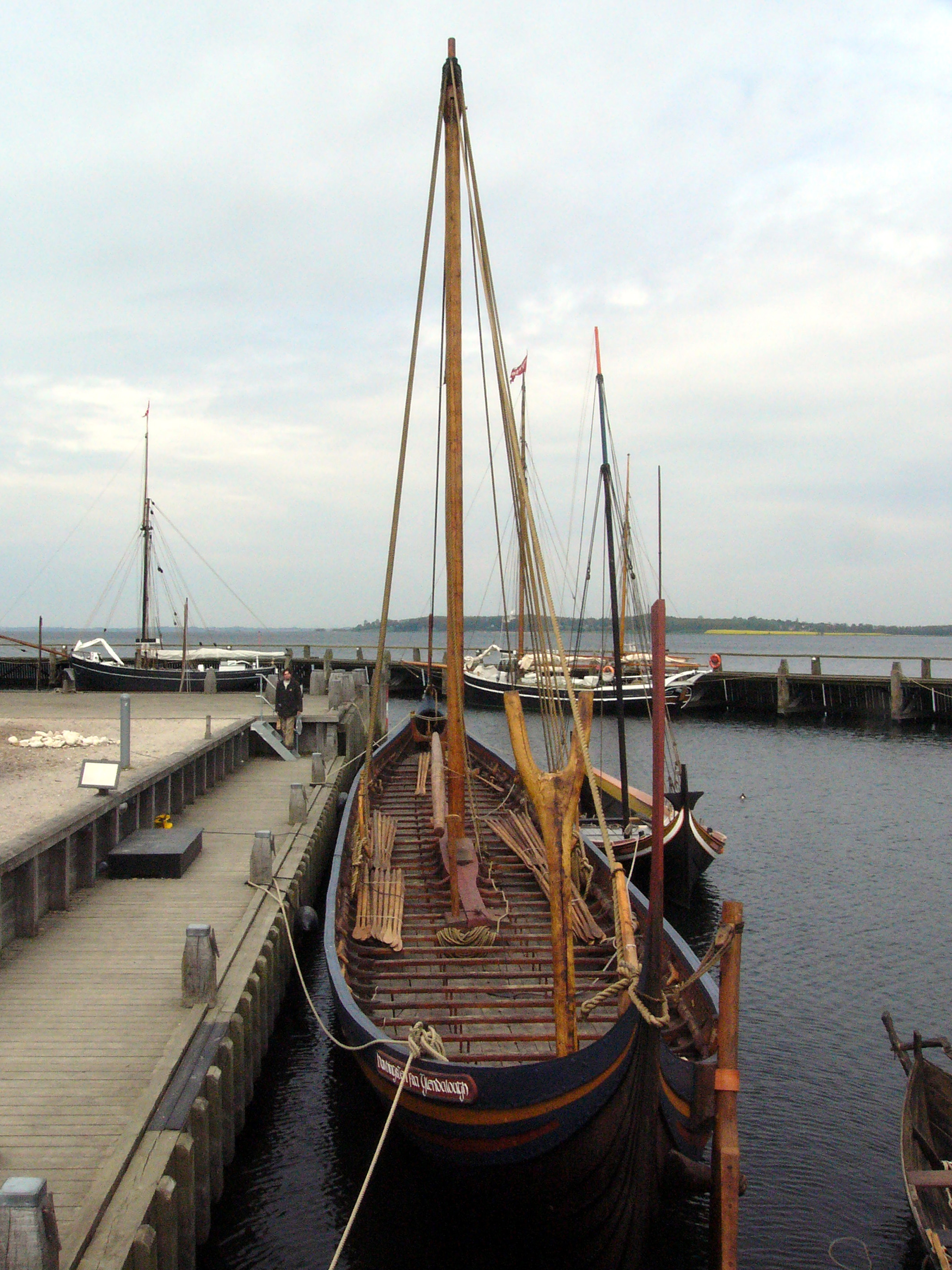
Ein Wikingerschiffnachbau im Hafen von Roskilde
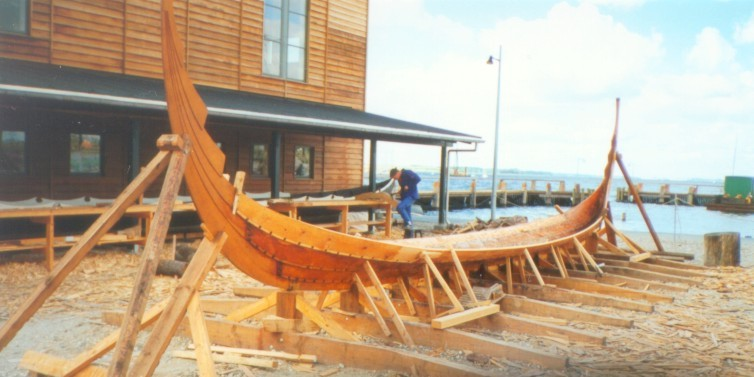
Schiffbau auf der Museumsinsel des Wikingerschiffmuseums

### Regelmäßige Veranstaltungen
Die Stadt ist im Ausland unter anderem wegen des jährlich stattfindenden Roskilde-Musikfestivals bekannt, das alljährlich etwa 100.000 Menschen anzieht und zu den größten europäischen Musikfestivals zählt.

## Wirtschaft und Infrastruktur

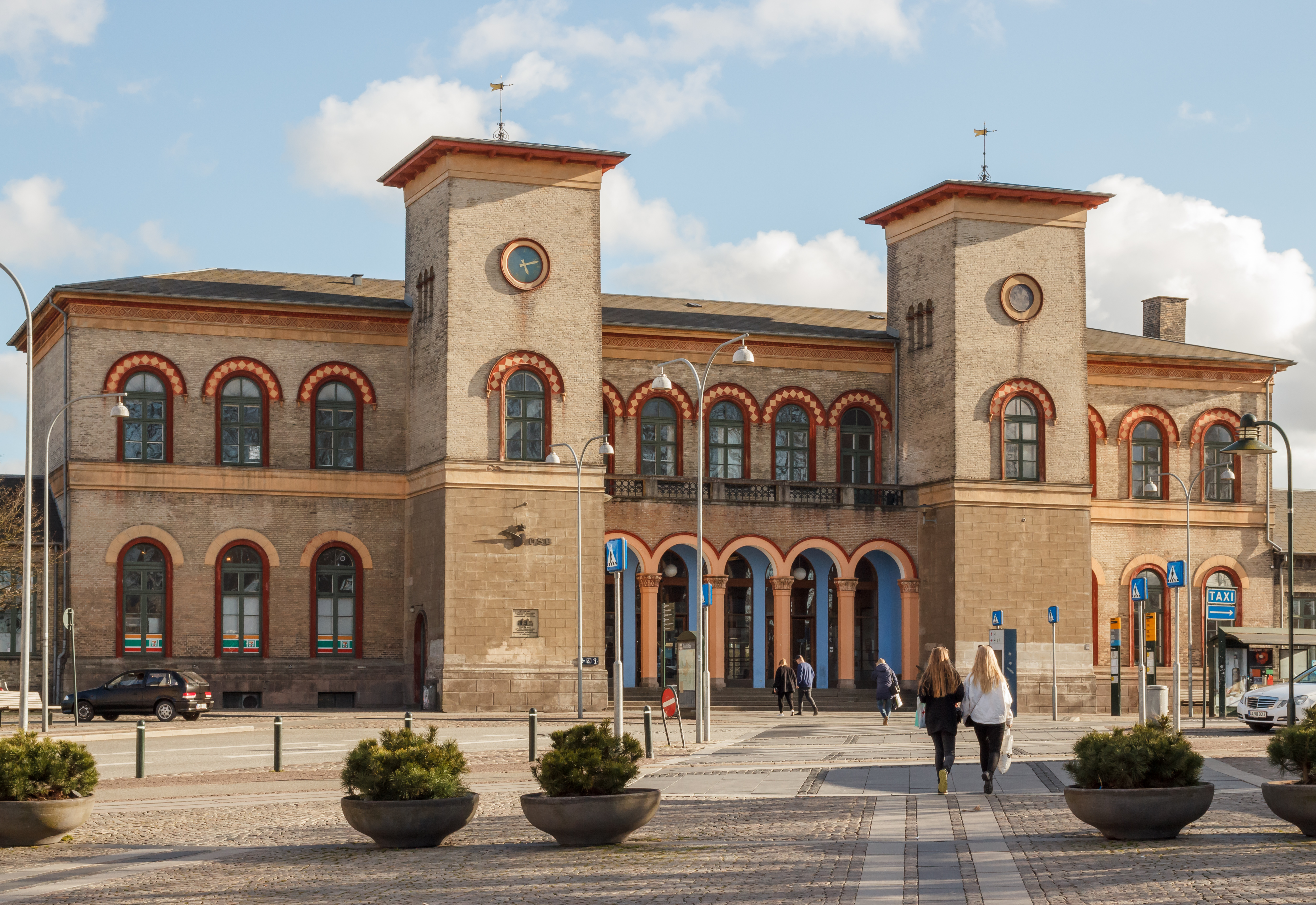
Der Bahnhof

### Ansässige Unternehmen
Das Unternehmen Nycomed hat hier einen Standort.

### Öffentliche Einrichtungen

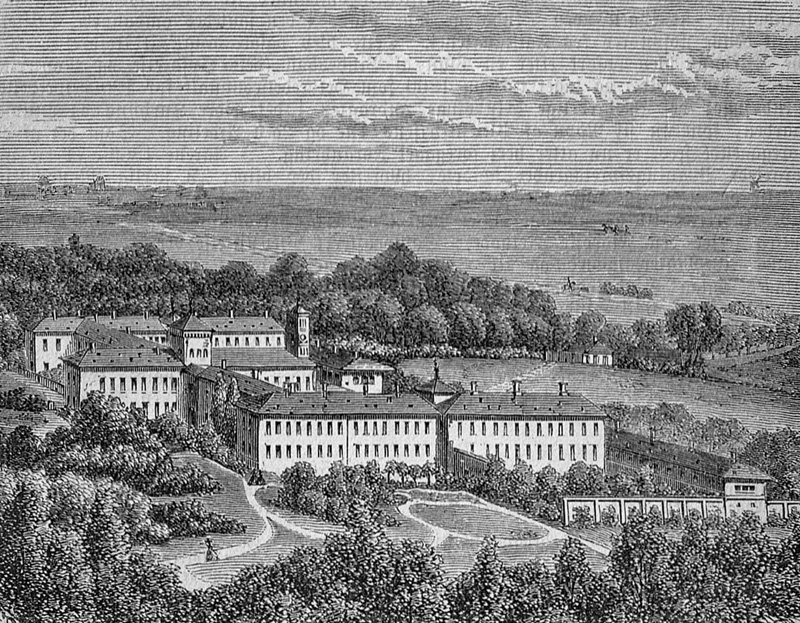
Sct. Hans Hospital etwa im Jahre 1870

Seit 1816 liegt das 1769 in Kopenhagen gegründete Sct. Hans Hospital, ein psychiatrisches Krankenhaus, in Roskilde.

### Bildung
Im Zuge der Studentenbewegung von 1968 und den Forderungen nach stärkeren studentischen Einflussmöglichkeiten auf das Bildungswesen wurde – zunächst als experimentelle Umsetzung dieser Ideen – die Universität Roskilde (Roskilde Universitetscenter (RUC)) ersonnen.
1972 wurde diese als besonders fortschrittlich und innovativ geplante Einrichtung eröffnet, die den „klassischen“ universitären Lehr- und Lernmethoden ein neues Konzept entgegensetzen sollte. Das grundlegende Prinzip besteht in einer aktiven Gestaltung des Lehrbetriebes durch die Studierenden und deren eigenständigem und selbstverantwortlichem Umgang mit ihrer Ausbildung. Weitere Kernkomponenten sind hierbei Kleingruppenarbeit, Interdisziplinarität und Diskussion zur demokratischen Entscheidungsfindung.
Seit 2009 gibt es in Roskilde eine Demokratische Schule (Den Demokratiske Skole).

## Söhne und Töchter der Stadt
- Hans Christensen Sthen (1544–1610), Pfarrer, Autor, Kirchenlieddichter
- Jørgen Vind (1593–1644), Admiral und Reichsrat
- Erasmus Bartholin (1625–1698), Wissenschaftler
- Gustav Theodor Wegener (1817–1877), Maler
- Gottfred Matthison-Hansen (1832–1909), Komponist
- Otto Bache (1839–1927), Maler
- Niels Alfred Andersen (1843–1900), Lehrer, Kaufmann, Beamter und Inspektor von Grönland
- Carl Theodor Zahle (1866–1946), Jurist und Politiker, Ministerpräsident Dänemarks
- Ernst Christiansen (1891–1974), Politiker
- Aksel Schiøtz (1906–1975), Sänger und Musikpädagoge
- Ada Bruhn Hoffmeyer (1910–1991), Archäologin, Expertin für mittelalterliche Waffen
- Lise Nørgaard (1917–2023), Journalistin, Schriftstellerin und Drehbuchautorin
- Georg Asmussen (1920–1996), Offizier
- Otto Franker (1921–1988), Jazz- und Unterhaltungsmusiker
- Willy Rathnov (1937–1999), Schauspieler
- Jens Winther (* 1938), Autorennfahrer
- Reno Olsen (* 1947), Radrennfahrer
- Michael Marcussen (* 1955), Radrennfahrer
- Kim Gunnar Svendsen (* 1955), Radrennfahrer
- Per Bausager (* 1956), Radrennfahrer
- Ole Christian Madsen (* 1966), Filmregisseur
- Tine Kongsholm (* 1969), Skirennläuferin
- Thomas Sunn Pedersen (* 1970), Plasmaphysiker
- Nicolai Bo Larsen (* 1971), Radsportler
- Theo Jørgensen (* 1972), Pokerspieler
- Jan Magnussen (* 1973), Autorennfahrer
- Bo Henriksen (* 1975), Fußballtrainer und -spieler
- Jon Dahl Tomasson (* 1976), Fußballspieler
- Jesper Christiansen (* 1978), Fußballtorhüter
- Peter Madsen (* 1978), Fußballspieler
- Carsten Mogensen (* 1983), Badmintonspieler
- Natasha Thomas (* 1986), Sängerin
- Freja Beha Erichsen (* 1987), Fotomodell
- Magnus Bramming (* 1990), Handballspieler
- Christian Gytkjær (* 1990), Fußballspieler
- Christian Kreutzfeldt (* 1991), Radsportler
- Kevin Magnussen (* 1992), Autorennfahrer
- Signe Sjølund (* 1992), Handballspielerin
- Dennis Lind (* 1993), Automobilrennfahrer
- Trine Mortensen (* 1994), Handballspielerin
- Joachim Sutton (* 1995), Ruderer
- Frederik Bo Andersen (* 1998), Handballspieler
- Emil Lærke (* 1999), Handballspieler
- Amalie Magelund (* 2000), Badmintonspielerin
- Oskar Vind Rasmussen (* 2000), Handballspieler
- Oskar Winkler (* 2000), Radsportler
- Sebastian Otoa (* 2004), Fußballspieler
- Alexander Simmelhack (* 2005), Fußballspieler
- Theodor Storm (* 2005), Radrennfahrer